# Iran Daily
L'Iran Daily est un quotidien iranien anglophone dont le siège est situé à Téhéran.